# Tetracanthella transylvanica
Tetracanthella transylvanica är en urinsektsart som beskrevs av Cassagnau 1959. Tetracanthella transylvanica ingår i släktet Tetracanthella och familjen Isotomidae. Inga underarter finns listade i Catalogue of Life.